# Moritz Kennel
Moritz Kennel (* 1911 in Sisikon; † 1984 in Zürich) war ein Schweizer Maler, Illustrator und Zeichner.

## Leben
Moritz Kennel zeichnete bereits als Jugendlicher regelmässig in seiner Freizeit, daneben war er auch begeisterter Musiker, er spielte Klarinette und Saxophon. Obwohl er im Alter von 13 Jahren an Kinderlähmung erkrankte, konnte er zunächst als Musiker auftreten. So gründete er 1928 zusammen mit seinem Bruder Hans Kennel die «Ländlerkapelle Moritz Kennel, Schwyz». Für die Kapelle steuerte er auch Eigenkompositionen wie Wanderbechermarsch und Am Rigi-Trachtenfest bei.
Später gründete er zusammen mit dem Klarinettisten Hermann Lott die «Stimmungskapelle Lott und Kennel, Ibach-Schwyz», welche zwischen 1934 und 1936 auch zahlreiche Schallplatten in Lörrach, Paris und Mailand aufnahm – u. a. für die Labels «Kristall» und «Ideal». 1940 musste er seine musikalische Laufbahn aufgrund der Folgen der Kinderlähmung aufgeben, seine Bewegungsfreiheit wurde vermehrt eingeschränkt, und er war auf Krücken angewiesen.
Nun wandte er sich wieder seiner zeichnerischen Tätigkeit zu und er absolvierte ein dreijähriges Volontariat bei einem Zürcher Grafikatelier. Danach etablierte er sich schnell als Illustrator und Grafiker, eine Arbeit, die er idealerweise auch von zu Hause aus ausüben konnte. Bekannt wurden insbesondere seine Illustrationen zu Märchen- und Kinderbüchern für verschiedene Verlage.
In den 1940er Jahren knüpfte Kennel Kontakt zum Papyria-Verlag und in der Folgezeit kreierte er Illustrationen für Märchenbücher wie Onkel Max erzählt, Knack und Pfiff von Martha Valance, Das Entlein Pipso von Martha Valance, Hänsel & Gretel und Rotkäppchen, Florian und der kleine Brumm von Martha Valance, Hans im Glück und Schneewittchen. Daneben entstanden auch Bilder zu Karten- und Brettspielen.
Bald folgten auch Aufträge anderer Verlage wie Orell-Füssli, Advent Verlag und dem Blindenhörbücher-Verein Zürich. Für die Bücher des Autors Ernie Hearting (eigentlich Ernst Herzig) schuf er die Umschlagseiten zu seinen Indianer-Romanen, die sich an historischen Fakten orientierten (Sitting Bull, Geronimo, Metacomet). Für den Advent-Verlag setzte er die drei Bände zu Die Bibel – für Kinder erzählt mit über 80 Zeichnungen pro Band um.
1960 übernahm Moritz Kennel die Serie Ringgi + Zofi, nachdem deren Schöpfer Hugo Laubi 1959 verstorben war. In den nächsten vier Jahren schuf er die Comic-Bände Ringgi + Zofi im Walde (1960), Ringgi + Zofi als Bildreporter (1961), Ringgi + Zofi im Morgenland (1962) und Ringgi + Zofi am blauen Nil (1963). Mit seiner Zusammenarbeit mit dem Blindenhörbücher-Verein Zürich illustrierte er erneut zahlreiche Märchen der Gebrüder Grimm. Diese Zusammenarbeit dauerte von 1967 bis 1977.
Populär wurden seine Illustrationen zu mehreren Sammelbilder-Alben wie Märchen und Sagen von Europa (1947, zusammen mit weiteren Illustratoren), N.P.C.K. erzählt (Band 6, 1949), Schöne Schweizer Sagen (Band 1, 1951; zusammen mit weiteren Illustratoren) und Märchen aus dem Zauberreich (1959). Seine heute wohl bekannteste Arbeit bleibt aber Alice im Wunderland von Lewis Carroll (1971).
Moritz Kennel hatte fünf Söhne, darunter Maurice Kennel (geb. 1939), der Grafiker wurde (u. a. American Dreams), und Beat Kennel (geb. 1945), der Musiker und Grafiker wurde.